# Thelma Estrin
Thelma Estrin (* 21. Februar 1924 in New York City; † 15. Februar 2014 in Santa Monica) war eine US-amerikanische Informatikerin und Elektrotechnikerin. Sie hat maßgebliche Beiträge im Bereich der biomedizinischen Informatik geleistet und setzte Computer als eine der ersten Personen im Gesundheitswesen ein. Estrin war außerdem die erste weibliche Vizepräsidentin des IEEE.

## Biografie
Estrin wuchs als Einzelkind im New Yorker Stadtteil Harlem auf. Ihr Vater war als reisender Schuhhändler tätig und ihre Mutter besaß ein Geschäft für Automobilersatzteile. Sie besuchte die Abraham Lincoln Highschool in Brooklyn und zeigte damals schon hervorragende Leistungen und Begeisterung für das Fach Mathematik. Die Highschool beendete sie im Jahr 1941 und ein Jahr später besuchte Estrin das Stevens War Industries Training School am Stevens Institute of Technology, um während des Zweiten Weltkriegs einen dreimonatigen Kurs für Ingenieursassistenten zu absolvieren. Anschließend arbeitete sie für das Unternehmen Radio Receptor Incorporated, welches im Bereich der Herstellung von Mikroelektronik tätig war, insbesondere für das US-Militär. Estrin zeigte großes Interesse für das Ingenieurwesen. Zur gleichen Zeit lernte sie den Informatiker Gerald Estrin kennen, den sie vor ihrem 18. Lebensjahr heiratete.
Thelma Estrin starb am 15. Februar 2014 im Alter von 89 Jahren in Santa Monica.

## Wissenschaftliche Karriere
Estrin studierte Elektrotechnik an der Universität Wisconsin, wo sie 1948 ihren Bachelorabschluss und 1949 ihren Masterabschluss erwarb und anschließend promovierte sie 1951 dort in Elektrotechnik. In ihrer Doktorarbeit unter Aufsicht von Thomas J. Higgins gab sie eine computergestützte Lösung für ein Problem aus der Elektromagnetik an. Als Frau war sie während ihrer Studienzeit unter anderem von ihren Professoren nicht ernst genommen worden für ihr Interesse in einem naturwissenschaftlichen Fach. Dies setzte sich auch nach Abschluss ihrer Doktorarbeit fort. Ihr Doktorvater Thomas Higgins war eine der wenigen Personen, die sie in ihren wissenschaftlichen Bestrebungen unterstützte. Familie Estrin zog anschließend nach New York, da Gerald eine Stelle im Institute for Advanced Study angeboten bekam. Sie war währenddessen als Wissenschaftlerin im Bereich der Elektroenzephalografie im Neurological Institute of Columbia Presbyterian Krankenhaus in New York tätig. Estrin beschäftigte sich zunächst mit der Entwicklung und Implementierung eines Analog-Digital-Konverters zur Erfassung und Digitalisierung der EEG-Signale des menschlichen Gehirns.
Im Jahr 1954 ging sie für 15 Monate zusammen mit ihrem Ehemann nach Israel, um dort bei der Entwicklung des Großrechners WEIZAC (Weizmann Automatic Calculator) mitzuwirken. Sie hatte eine führende Rolle in diesem Projekt. Mit dem WEIZAC sollten erste komplexere wissenschaftliche Berechnungen durchgeführt werden. Es handelte sich um einen der ersten Großrechner in Israel und weltweit.
Nach dem erfolgreichen WEIZAC Projekt gingen sie zurück in die USA, um dort ihre wissenschaftliche Karrieren fortzusetzen. Ein Jahr später zog die Familie nach Los Angeles, da Estrin im Jahr 1980 eine Professur für Informatik an der University of California, Los Angeles (UCLA) angeboten bekam. Unter Estrins Leitung wurde dort die neue Abteilung Brain Research Institute’s Data Processing Library eingeführt. Estrin war als Frau in ihrem Feld eine Ausnahme und bei der Verleihung des Outstanding Engineer of the Year Award bei der Society of Woman Engineers sagte sie: „I was the first woman engineer I ever knew“
Im Jahr 1991 beendete sie ihre wissenschaftliche Karriere und ging in Rente.

## Persönliches
Aus der Ehe mit Gerald Estrin gingen drei Kinder hervor, die allesamt akademische sowie wissenschaftliche Karrieren aufweisen können. Ihre Tochter Deborah Estrin ist ebenfalls eine Informatikerin und momentan Professorin an der Cornell University. Ihre Veröffentlichungen und Arbeiten wurden über 100.000 Mal zitiert. Judith Estrin ist eine Unternehmerin und war an der Entwicklung des TCP/IP-Protokolls beteiligt. Margo Estrin ist als Ärztin für Innere Medizin tätig. Thelma Estrin hatte 1977 das Amt als Präsidentin des IEEE Engineering in Medicine and Biology Society inne und im Jahr 1982 wurde Estrin als erste Frau in der Geschichte des IEEE zur Vizepräsidentin des IEEE gewählt. Estrin beschäftigte sich neben ihren wissenschaftlichen Arbeiten im Bereich der biomedizinischen Informatik auch mit Frauen in Ingenieurs- und naturwissenschaftlichen Gebieten und veröffentlichte hierzu einige Arbeiten.  Sie hatte sich aktiv für die wissenschaftliche Karriere von Frauen in diesen Bereichen engagiert und wollte die Quote von Frauen dort erhöhen. Insbesondere für ihre Töchter, vor allem Deborah Estrin, war Thelma Estrin ein Vorbild, um als Frau eine naturwissenschaftliche Karriere anzustreben. Thelma Estrin ist laut eigener Aussage maßgeblich von ihrer Mutter, die unter anderem Vorsitzende der lokalen demokratischen Partei war, geprägt worden als Frau nicht in den Hintergrund zu treten.

## Auszeichnungen
- 1981: Outstanding Engineer of the Year Award[12]
- 1984: Superior Accomplishment Award for Innovation[12]
- 1991: Haradan Pratt Award[12]

## Publikationen (Auswahl)
- Interactive graphics in the analysis of neuronal spike train data. Computers in Biology and Medicine, Juli 1976, Seiten 163–178
- Information Systems for Patient Care. Computer, Nov. 1979, Seiten 4–7 (online)
- Comparative phase characteristics of induced alpha activity. Electroencephalography and Clinical Neurophysiology, Jan. 1971, Seiten 1–9
- Women's Studies and Computer Science: Their Intersection. IEEE Annals of the History of Computing. vol. 18, no.3, Seiten 43–46 (online)
- On-line electroencephalographic digital computing system. Electroencephalography and Clinical Neurophysiology, Vol. 19, Seiten 524–526, November 1965 (online)